# Juan Antonio Orenga
Juan Antonio Orenga Forcada (Castellón de la Plana, 29 luglio 1966) è un ex cestista e allenatore di pallacanestro spagnolo.

## Palmarès

### Squadra
- Campionato spagnolo: 1

Real Madrid: 1983-1984
- Copa del Rey: 1

Estudiantes Madrid: 1992
- Coppa delle Coppe - Eurocoppa: 2

Real Madrid: 1983-1984, 1996-1997

### Individuale
- MVP Coppa del Re: 1

Estudiantes Madrid: 1991